# Aïn Tagourait
Ain Tagourait là một đô thị thuộc tỉnh Tipaza, Algérie. Dân số thời điểm năm 2002 là 9.075 người.